# Cattedrale di Santa Maria Incoronata (Gibilterra)
La cattedrale di Santa Maria Incoronata (in inglese: Cathedral of Saint Mary the Crowned) è la cattedrale cattolica di Gibilterra.

## Storia
L'edificio originario fu costruito durante il periodo spagnolo. Subito dopo la conquista della città ai Mori, la moschea principale è stata trasformata in chiesa parrocchiale intitolata a "Santa Maria la Coronada y San Bernardo". In seguito, sotto il dominio dei Re Cattolici, il vecchio edificio è stato demolito ed è stata eretta una nuova chiesa in stile gotico. Il piccolo cortile della cattedrale è il residuo del tribunale moresco della precedente moschea.
Nel 1704 la chiesa di Santa Maria Incoronata è stata l'unica chiesa o istituzione cattolica a non essere saccheggiata dalle truppe che hanno preso la città. In seguito all'assedio di Gibilterra del 1779-1783, l'edificio rimase seriamente danneggiato e l'allora governatore di Gibilterra Sir Robert Boyd nel 1790 si offrì di sostenere il restauro della chiesa in cambio della cessione di parte del terreno circostante, in modo da poter fare spazio a Main Street, la via principale della città. La ricostruzione è avvenuta nel 1810. In seguito è stata aggiunta la torre dell'orologio nel 1820. Ulteriori lavori di restauro hanno avuto luogo oltre un secolo più tardi, con il rinnovo della facciata occidentale nel 1931.
Fino al XIX secolo era concessa la sepoltura sotto il pavimento della cattedrale, dove giace il feretro di Władysław Sikorski, politico e primo ministro polacco morto in un incidente aereo al largo di Gibilterra. I vescovi di Gibilterra sono sepolti in una cripta sotto la statua di Nostra Signora d'Europa.